# Gregorio Sciroli
Gregorio Sciroli, anche Schiroli o Scivoli o Siroli (Napoli, 5 ottobre 1722 – 1781), è stato un compositore italiano.

## Biografia
Era figlio di Salvatore Sciroli, un ripostiere al servizio del Duca di Caprigliano. Il duca fu padrino di Gregorio e sostenne il giovane compositore per gli studi che compì presso il Conservatorio della Pietà dei Turchini, nel quale fu ammesso il 1º ottobre 1732. Rimase presso questo istituto musicale per dieci anni studiando sotto la guida di Lorenzo Fago e Leonardo Leo. Terminati gli studi ebbe iniziò la sua carriera operistica. Inizialmente si dedicò alla composizione di lavori comici come intermezzi, farsette e opere buffe, che rappresentò nei teatri minori di Napoli, Roma e Palermo ma successivamente, acquisita una certa fama, fu attivo principalmente nelle città nell'Italia settentrionale dove produsse per lo più opere serie per Pisa, Venezia, Milano e Bologna.
Nei primi anni della sua carriera musicale fu anche insegnante di canto; tra i suoi allievi il più celebre fu senz'altro il soprano castrato Giuseppe Aprile che fece il suo debutto napoletano al Teatro San Carlo nel dicembre del 1753 sotto il soprannome di il Scirolino. Nel 1752 fu maestro di cappella al servizio del Principe di Bisignano e dal 1753 al 1757 direttore del Conservatorio di Palermo. Nel giugno del 1753 fu ingaggiato come secondo clavicembalista al San Carlo per la stagione 1753-4, anche se non poté assolvere pienamente a tali doveri in quanto era contemporaneamente impegnato a Palermo per la produzione dei propri lavori comici:
Nel 1756 iniziò la propria collaborazione anche con il Teatro dei Fiorentini:
Ma già nell'Avvertenza, la quale venne posta da Pasquale Mililotti dinanzi al suo libretto La Marina di Chiaia, viene riportato:
(... penza mperrò ca sta Commeddea ave avuto cchiù guaie e lòtene de le passate, qualmente lo Segnore Masto de Cappella avenn'avuto da j a componer'a Roma, aggio avuto da fa de pressa chello poco de nuovo che nce trovarraje)
In questa furia febbrile gran parte dei librettisti e compositori napoletani producevano le opere buffe per i piccoli teatri partenopei.

## Considerazioni sull'artista
Come compositore Sciroli appartenne alla schiera dei maestri meno significativi dell'opera buffa napoletana. Infatti i suoi lavori comici sono caratterizzati da un linguaggio melodico sterile, nonostante sia mitigato da effetti ritmici più vivaci. Le sue opere serie, seppur composte con gran maestria e competenza, sono poco fantasiose; ad es. la sua Merope, composta in un'epoca in cui diverse innovazioni iniziavano a farsi sentire all'interno dell'opera seria, si presenta come un lavoro tradizionalista in cui le arie, stereotipate in certe parti, seguono pedissequamente la forma dell'aria da capo.

## Composizioni

### Opere
- Capitan Giancocozza (farsa, libretto di Domenico Antonio Di Fiore, 1747, Napoli)[1]
- La Smorfiosa (intermezzo, 1748, Roma)
- Madama Prudenza (farsetta, 1749, Roma)
- Ulisse errante (dramma per musica, libretto di Giacomo Badoaro, 1749, Palermo)
- Il Corrivo (opera buffa, libretto di Pietro Trinchera, 1751-2, Napoli)
- Il barone deluso (intermezzo, libretto di Giuseppe Petrosellini, 1752, Roma)
- Li 'nnamorate correvate (opera buffa, libretto di Pietro Trinchera, 1752, Napoli)
- La Canterina (intermezzo, 1753, Messina)
- Introduzione alla commedia per musica (libretto di B. Bonaiuto, 1753, Palermo)
- Il finto pastorello (opera buffa, libretto di Antonio Palomba, 1755, Napoli)
- La caffettiera astuta (farsetta, 1756, Napoli)
- La Zita correvata (opera buffa, libretto di Pasquale Mililotti, dopo Gennaro Antonio Federico, 1756, Napoli)
- La marina di Chiaia (opera buffa, libretto di Benedetto Saddumene, 1757, Napoli)
- Il Conte Gian Pascozio in villeggiatura (farsetta, 1757, Roma)
- L'Ipermestra (pasticcio, 1757, Casale Monferrato)
- La sposa alla moda (intermezzo, 1758, Roma)
- La contadina scaltra (intermezzo, 1759, Lucca)
- Nell'amor l'honor (1759, Genova)
- Sesostri re d'Egitto (dramma per musica, dopo Pietro Pariati, 1759, Pisa)
- Bellerofonte (dramma per musica, 1760, Genova)
- Olimpiade (dramma per musica, libretto di Pietro Metastasio, 1760, Venezia)
- Merope (dramma per musica, libretto di Apostolo Zeno, 1761, Milano)
- Lo Saglemmanco (1° atto) (opera buffa, 1762, Napoli)
- Prologo (Venere, Ercole, Espero) (1762, Napoli)
- Alessandro nelle Indie (dramma per musica, libretto di Pietro Metastasio, 1764, Teatro Comunale di Bologna)
- Solimano (dramma per musica, libretto di Giovanni Ambrogio Migliavacca, 1766, Venezia)
- Le nozze di campagna (dramma giocoso, libretto di Carlo Goldoni, 1768, Venezia)
- Il vagabondo fortunato (opera buffa, libretto di A. Papi, 1769, Brescia)
- Zemira e Azor (dramma pantocomico, 1778, Nizza)
- La finta ammalata (intermezzo)
- La villanella innocente (opera buffa)

#### Opere di dubbia attribuzione
- Achille in Sciro (dramma per musica, libretto di Pietro Metastasio, 1751, Napoli)
- Artaserse (dramma per musica, libretto di Pietro Metastasio, 1752)
- Li negromanti (opera buffa, 1752, Napoli)
- La commediante (opera buffa, dopo Antonio Palomba, 1754)

### Musica sacra
- Primum fatale homicidium (oratorio, 1768, Venezia)
- La morte di Eleazaro (oratorio, Genova)
- 5 Messe per due cori (3-4 voci)
- Miserere per soprano, contralto, tenore, basso e strumenti
- Caelestis urbs Jerusalem (1772)
- Iste confessor (1772)
- Laudate pueri (1774)
- Lauda Jerusalem per 3 voci (1775)
- Iste confessor (1776)
- Salve Regina (1776)
- Lectio VII (1778)
- Magnificat per 3-4 voci (1778)
- 2 Laetatus sum (1779)
- Nisi Dominus (1779)
- 2 Tantum ergo (1779-80)
- Beatus vir
- Deus in adiutorium e Dixit
- Dixit
- Dixit Dominus per 5 voci
- Litanie per 4 voci
- 7 mottetti

### Musica strumentale
- 6 terzetti per 2 violini e basso continuo, op.1 (1770, Parigi)
- Sonata per clarinetto e basso continuo in si magg.
- 5 concerti (1764-9)
- 5 ouverture